# Єрма
Єрма (Єрм) — апостол від сімдесяти. Згадується в посланні апостола Павла до Римлян: «вітайте Асігкріта, … Єрма … та інших з ними братів» (Рим. 16:14).
Можна припускати, на підставі згадки його імені в посланні до Римлян, що він належав до християнської громади і, можливо, був один з видатних членів її, з причини того, що апостол Павло називає його по імені і включає в число «братії».
Церковний переказ вважає Єрма єпископом Філіпп (за іншими даними Філіппополя). У грецьких Мінеях сказано, що Єрм був єпископом Філіпп у Фракії. У «Житіях святих» сказано:
|  | Сей Єрм в Філіппополі бисть єпископ і багато хто у Христовому благовісті показу подвиги і труди, а нині насолоджується спокою, але благих Господа свого |

Церковна служба додатково не повідомляє ніяких історичних відомостей про Єрма.
Пам'ять апостола Єрма відбувається в православній церкві 21 квітня (8 квітня за старим стилем) разом з апостолами Іродіоном, Агавом, Руфом, Флегонтом та Асінкрітом, а також 17 січня (4 січня за старим стилем) в день Собору Апостолів від сімдесяти; в католицькій церкві — 9 травня.